# Semafor

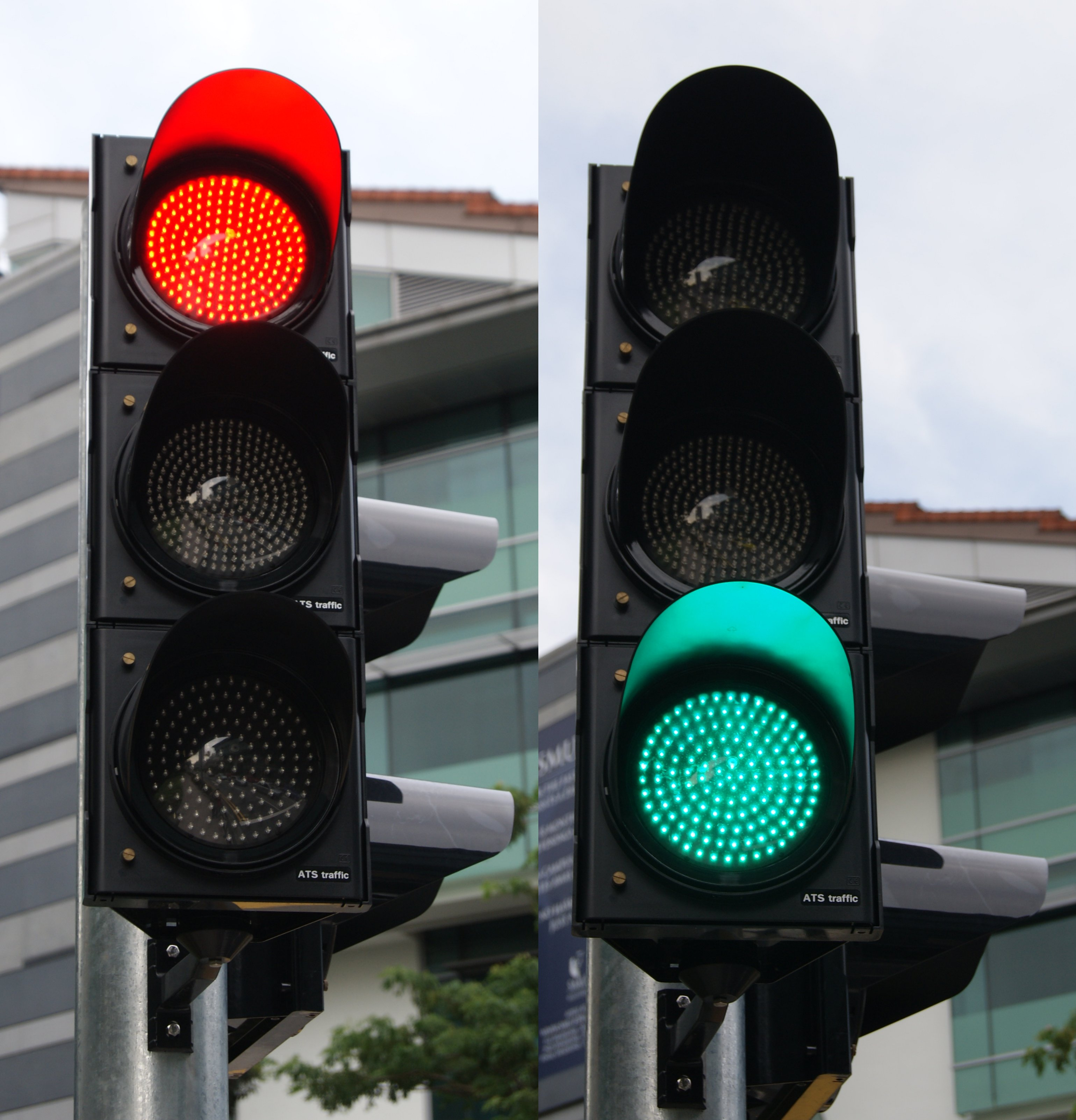
Semafor LED în Singapore

Semaforul (din fr. sémaphore) este un dispozitiv de semnalizare optică, ce indică diferite semnale referitoare la circulația rutieră, feroviară, maritimă etc.
Metodă de semnalizare vizuală, de obicei cu lumini sau steaguri. Înaintea radioului, un sistem de semaforizare a fost folosit pe scară largă pentru transmiterea de mesaje între nave. O persoană stătea cu brațele deschise, fluturând două steaguri în anumite unghiuri, pentru a indica litere sau cifre.
Primele semafoare au fost instalate pe 10 decembrie 1868, în Londra, lângă clădirea Parlamentului Britanic.